# 崔碩義
崔碩義（チェ・ソギ、1927年 - 2021年8月）は、韓国出身、日本で活動した作家、翻訳家、評論家。

## 人物・来歴
韓国慶尚南道泗川生まれ。立命館大学文学部哲学科卒。その後、在日朝鮮人運動（朝鮮新報社）の活動にたずさわる。1980年から朝鮮近世文学史を専攻し、執筆活動を始める。在日朝鮮人運動史研究会会員。娘は山下英愛。

## 著書
- 『放浪の天才詩人金笠（キムサッカ）』集英社新書 2001.3
- 『在日の原風景 歴史・文化・人』(明石ライブラリー） 明石書店, 2004.10
- 『黄色い蟹 崔碩義作品集』新幹社, 2005.10
- 『韓国歴史紀行』影書房, 2006.12

### 翻訳
- ヒョン・キルオン『力持ちのマクサニ 済州島の民話』(コリア児童文学選) ヤン・ミンギ, チェ・ソギ訳. 素人社, 1997.4
- 『金笠詩選』編訳注. 平凡社東洋文庫, 2003.3